# Агата (тропічний шторм, 2010)
Тропічний шторм Агата (англ. Tropical Storm Agatha) — перший тропічний шторм сезону тихоокеанських ураганів 2010 року, який викликав масштабні повені на більшій частині території Центральної Америки та Мексики. Посідає четверте місце в списку найбільш руйнівних циклонів басейну східній частині Тихого океану після урагану Оділ 2014 року.

## Метеорологічна історія
24 травня 2010 року в районі сильної грозової активності біля західного узбережжя Коста-Рики утворилася область низького тиску, що мала форму улоговини, витягнутої в сторону південній частині Карибського моря. Протягом доби зміщувалося в північно-західному напрямку та сприяла для його подальшого розвитку території теплих вод. 25 травня в області низького тиску була зафіксована організація слабкого центру атмосферних збурень, на підставі чого фахівцями Національного центру прогнозування ураганів США була випущена попередження, що вказує на високу ступінь ймовірності розвитку області низького тиску в зону тропічної депресії. 26 травня повітряні потоки на короткий час зародилися в дезорганізовані конвекції, сама улоговина циклону стала розтягуватися в напрямку руху. До кінця доби 26 травня циклон знову придбав єдиний центр низького тиску і продовжив своє посилення, не маючи при цьому чітко вираженого центру поводження повітряних мас. До початку доби 27 травня Національний центр прогнозування ураганів США присвоїв циклону статус Тропічної депресії 1-E, яка в цей момент перебувала в 475 кілометрах на захід від Сан-Сальвадора. Рухаючись в сприятливих для подальшого посилення погодних умовах (незначні зрушення вітру, висока вологість і температура поверхні морської води близько 30 градусів за шкалою Цельсія), тропічна депресія повільно зміщувалася на північний схід, поки до початку доби 29 травня не торкнулася своїм краєм західній частині Південної Америки. Через кілька годин орбітальні супутники зареєстрували посилення вітру в циклоні до штормового рівня, на підставі чого фахівці Національного центру прогнозування ураганів США перевели тропічну депресію в розряд тропічного шторму з присвоєнням першого в сезоні тихоокеанських ураганів 2010 року імені Агата. Метеорологи також відзначили 40 % -ву ймовірність того, що протягом наступних 24 годин шторм може посилитися до ураганної сили і єдиним стримуючим фактором може послужити близькість шторму до суші. Агата досягла своїх пікових показників в швидкості вітру 75 км / год і мінімальному атмосферному тиску в 750,06 міліметрів ртутного стовпа до кінця доби 29 травня. Через дві години вектор руху шторму несподівано змінився з північно-східного напрямку на північне і ще через годину Тропічний шторм Агата обрушився на сушу поблизу державного кордону між Мексикою та Гватемалою.

## Підготовка
Перебуваючи в стадії розвитку тропічної депресії протягом кількох діб, атмосферний освіту породило проливні дощі по узбережжю Тихого океану від Нікарагуа до затоки Теуантепек в Мексиці, що призвело до високої ймовірності виникнення масових зсувів і повеней. Після переходу депресії в фазу тропічного шторму уряду Сальвадора і Гватемали випустили штормові попередження для всієї території обох країн [14]. Синоптики прогнозували рівень випадання опадів від 250 до 500 міліметрів [15] і повінь, більш серйозне за своїми масштабами в порівнянні з минулим тиждень тому паводком, який забрав життя дев'яти людей. Через загрозу повені в Сальвадорі і Нікарагуа було оголошено штормове попередження жовтої ступеня небезпеки і евакуйовано понад дві тисячі осіб.

## Наслідки

### Нікарагуа
Ще до переходу в фазу тропічної депресії циклон обрушив зливові дощі на території Нікарагуа, викликавши різке підвищення рівня води в річках і забравши життя однієї людини. По всій країні паводками було зруйновано безліч додому і мостів. У департаменті Естелі силами ВПС Нікарагуа довелося рятувати 24 людини, які виявилися заблокованими у власних оселях.

### Гватемала
27 травня, за два дні до приходу тропічного шторму в 40 кілометрах на південь від столиці Гватемали почалося виверження Вулкан Пакайя, який забрав життя однієї людини і змусив евакуюватися з небезпечної території понад дві тисячі жителів. У зв'язку з виверженням вулкана був тимчасово закритий головний міжнародний аеропорт країни. За прогнозами фахівців рясні дощі від відповідного тропічного шторму Агата могли серйозно ускладнити ситуацію, викликавши великі селеві потоки і лахари в районі виверження, проте, фактично і за словами працівників кавових плантацій випали опади пішли на користь сільському господарству країни, видаливши з рослин частинки вулканічного попелу. За даними метеорологічних служб Гватемали до вечора 29 травня рівень опадів, що випали склав 360 міліметрів. Проте, в південних районах країни дощі спровокували зсуви, що істотно ускладнило руху на автомобільних трасах.
У муніципалітеті Альмолонга департаменту Кесальтенанго селевий потік знищив приватний будинок з чотирма людьми. В цілому Тропічний шторм Агата забрав в Гватемалі 120 життів і ще 62 людини вважаються зниклими без вести. У другій половині доби 29 травня у зв'язку з погіршенням ситуації в країні уряд ввів режим надзвичайного стану, припускаючи, що проходження тропічного шторму виявиться більш руйнівним в порівнянні з Ураган Мітч і Ураганом Стен, лютував на території країни в 1998 і 2005 роках відповідно. За урядовими даними Тропічним штормом Агата в Гватемалі повністю зруйновано 3500 житлових будинків, понад 112 тисяч чоловік були евакуйовані в безпечні місця і щонайменше 20 тисяч жителів країни залишилися без даху над головою. У деяких районах країни зареєстровані опади 910 міліметрів, що стало абсолютним максимумом за останні 60 років.